# Shokran
Shokran — российская группа, исполняющая прогрессивный метал и джент. Основана в 2012 году гитаристом Дмитрием Демьяненко как соло-проект, но впоследствии стал полноценным коллективом.

## История

### Начало
В 2011 году Дмитрий Демьяненко в порыве желания реализовать себя в музыкальной сфере создал инструментальный проект Shokran, что в переводе с арабского языка означает «Спасибо». Название было придумано Дмитрием исходя из образа проекта — атмосферы древнего Египта, — что проявлялось в артах и музыке, которая включала в себя современное и этническое звучания древнего востока с элементами неоклассики.
При создании первой работы музыканта — мини-альбома Sixth Sense, звукорежиссёр посоветовал разнообразить ударные партии. Тогда произошло знакомство с барабанщиком Михаилом Исаевым, который впоследствии записал все ударные партии и присоединился к проекту. EP Sixth Sense был выпущен в 2012 году и принят публикой, после чего коллектив начал набирать свою популярность.

### 2014 год:Supreme Truth
Дмитрий принял решение создать полноценный коллектив, куда, в первую очередь, был приглашен Михаил Исаев, который помогал в работе над ударными в EP Sixth Sense. Формат звучания тоже было принято поменять. Место вокалиста занял Сергей Раев, место второго гитариста занял давний друг Дмитрия — Александр Бурлаков, а на бас был приглашен Родион Шевченко.
В феврале 2014 года был выпущен дебютный полноформатный студийный альбом Supreme Truth. Релиз был тепло встречен как отечественной, так и зарубежной публикой. Отличительной особенностью материала был восточный колорит и прогрессивные сложные гитарные и соло партии. Ввиду особенностей материала сформировалась часть аудитории, которая хотела проникнуться атмосферой инструментала, и активно писала об этом. Группа приняла решение выпустить 2 версии альбома — инструментальную и с вокалом. В поддержку альбома Shokran отправились в тур по России под названием Progressive Guys Tour 2014, организованный Иваном Шаниным, а также в мини-тур в рамках Thalluim Fest от концертного агентства Booking Machine с группами After the Burial, Heart of a Coward, The Algorithm. После тура басист Родион Шевченко принял решение сделать творческую паузу и покинул коллектив. Позднее на его место был приглашен Валерий Юшкевич.
В 2015 году группа выпустила свой первый клип на песню «Сollapses» и начала работу над вторым студийным альбомом.

### 2016 год:EXODUS
Весной 2015 года был выпущен первый сингл «Creatures from the Mud» с нового альбома. Однако далее в процессе работы между Дмитрием и Сергеем возникли творческие недопонимания. Сергей Раев записал все свои партии к новому альбому, однако Демьяненко хотел кардинально изменить звучание вокала, поэтому Раеву пришлось покинуть коллектив. После продолжительных поисков вокалиста им стал украинец Андрей Иващенко. Партии вокала были перезаписаны.
В 2016 году вышел второй студийный альбом группы — EXODUS. Альбом записывался два года и был выпущен в двух версиях, также как и предыдущий. Задержкой выхода послужила ситуация с лейблом Sumerian Records, который связывался с группой, предлагая контракт на сотрудничество. В ходе долгих переговоров по корректировке пунктов контракта группа и администрация лейбла не пришли к взаимному соглашению.
Оба альбома записывались музыкантами дистанционно. Лирика альбома EXODUS была основана на десяти казнях египетских по книге «Исход». Каждый трек посвящен отдельной каре. В 2016 году на песню «Creatures from the Mud» был снят клип. После выхода альбома коллектив расстался с бас-гитаристом Валерием Юшкевичем, на место которого вернулся Родион Шевченко.
Альбом заработал широкое признание за границей и был отмечен множеством интернет-изданий, получив исключительно положительные рецензии. В поддержку альбома, группа отправилась в два тура по СНГ.
Музыкальный журнал Heavy Blog Is Heavy внес EXODUS в список лучших альбомов сентября 2016 года наряду с альбомами «22, A Million» Bon Iver; «The Crypts Of Sleep» Hannes Grossmann; «Act V: Hymns With The Devil In Confessional» The Dear Hunter.

### 2019 год:Ethereal
8 февраля 2019 года вышел третий альбом Shokran, Ethereal. Альбом был полоительно принят кртитками и достиг №2 позиции в чарте U.S iTunes Top 100 Heavy metal Albums. В поддержку Ethereal группа отыграла тур по странам Европы, в том числе выступив на прог-метал фестивале Euroblast в Германии.

### 2023-настоящее время:DuatиLive at Unholy Festival
1 сентября 2023 года вышел сингл и клип "Thoth: The Silent Witness", ознаменовавший возвращение оригинального вокалиста Сергея Раева. 17 ноября 2023 вышел второй сингл "Tefnut: The Greatest Drought". 22 декабря 2023 года вышел третий сингл, "Hathor: Drunken With Blood"
Четвёртый альбом Shokran, Duat, был выпущен 15 мая 2024 года. В его поддержку группа отыграла серию концертов в России.
В начале 2025 года вышло два внеальбомных сингла: "Thirst for Revenge" и "Ritual".
18 апреля 2025 года вышел концертный альбом Live at Unholy Festival.

## Участники
Состав группы
- Дмитрий Демьяненко — гитара, музыкальное программирование (2012–настоящее время), бэк-вокал (2023–настоящее время)
- Сергей Раев – основной вокал (2012–2015, 2023—настоящее время)
- Алекс Малловски — барабаны (2025—настоящее время)
- Сергей Родионов — бас-гитара (2025—настоящее время)[15]

Бывшие участники
- Кирилл Андреев – гитара (2013)
- Александр Бурлаков – гитара (2012, 2013–2014)
- Валерий Юшкевич – бас-гитара (2014–2016)
- Евгений Манаков — бас-гитара (2019–2022)
- Андрей Иващенко — основной вокал (2015–2023)
- Михаил Исаев — барабаны (2012–2025)
- Родион Шевченко — бас-гитара (2013–2014, 2016–2019, 2022—2025)

Шкала участия в группе

## Дискография
Студийные
- Supreme Truth (2014)
- Exodus (2016)
- Ethereal (2019)
- Duat (2024)

Мини-альбомы
- Sixth Sense (2012)

Синглы
- «Creatures from the Mud» (2015)
- «Destiny Crucified» (2018)
- «Thoth: The Silent Witness» (2023)
- «Tefnut: The Greatest Drought» (2023)
- «Hathor: Drunken With Blood» (2023)
- «Amon-Ra: The Battle for Tomorrow» (2024)
- «Ritual» (2025)
- «Thirst For Revenge» (2025)